# Лесное хозяйство Кубы
Лесное хозяйство на Кубе — одна из отраслей экономики Кубы.

## История
Использование древесины для изготовления орудий труда и постройки домов на острове началось индейцами — в качестве примера можно привести их поселение Лос-Бучильонес, в ходе раскопок которого были найдены детали жилищ (деревянные стропила, прогоны, обшивка стен, кровля из пальмовых листьев…) каркасно-столбовой конструкции округлой формы, а также украшенные резьбой деревянные скамьи. Индейские каркасные хижины «бойо» и свайные платформы для продуктов «барбакоа» сооружались в сельских районах Кубы до XX века.
До начала испанской колонизации леса покрывали более 50 % территории острова Куба.
В колониальный период лесозаготовки продолжались. В процессе освоения территории были сведены главным образом равнинные леса. При их расчистке некоторые деревья, в том числе королевские пальмы, оставляли нетронутыми — поэтому современные равнинные ландшафты Кубы внешне напоминают пальмовую саванну.
Поскольку сахарный тростник любит незатенённость, расширение сахарных плантаций в XIX веке привело к массовой вырубке девственных лесов. Также леса уничтожались ради пастбищ (в результате, за XIX век было сведено 4 млн. гектаров лесов, занимавших более трети острова).

### 1898—1958
В 1890е годы древесина ценных пород входила в число экспортных товаров, однако основой экономики являлось земледелие и скотоводство.
По состоянию на начало 1930-х годов Куба представляла собой типичную тропическую полуколониальную страну. Основой экономики являлось монокультурное сельское хозяйство. Основными экспортными товарами являлись тростниковый сахар и табак (в 1934 году они составляли свыше 90 % объёма экспорта), в меньшей степени — кофе, какао, тропические фрукты (бананы, ананасы, грейпфруты и др.), кокосовые орехи и ценные породы дерева. При этом, посевы зерновых для внутреннего употребления были сравнительно невелики, и не обеспечивали потребности страны в продовольствии (35 % импорта составляли продукты питания).
В целом, в первой половине XX века леса вырубали и их площадь сокращалась, а общая площадь болот увеличивалась. К началу 1950-х годов леса сохранились в основном на востоке острова и состояли из множества видов пальм (самые характерные для Кубы деревья, из которых наибольшее распространение имели королевская пальма и бутылочная пальма, широкое распространение получили также кокосовые пальмы), сейбы («хлопчатого дерева»), красного дерева, кедра, кампешевого дерева. Наименее обеспеченные влагой районы на западе и в центре острова, не занятые плантациями, были покрыты травянистой растительностью с редкими одиночными деревьями. Древесина ценных пород (красное дерево, кампешевое дерево) экспортировалась (в основном в США). Некоторое хозяйственное значение имела также юкка — травянистое растение, из листьев которого добывали волокно.

### 1959—1991
После победы Кубинской революции в январе 1959 года леса страны были объявлены государственной собственностью. В том же 1959 году был принят закон о создании национальных парков и организован национальный парк "Ла Гуира" (площадью 4 тыс. га).
США прекратили сотрудничество с правительством Ф. Кастро и стремились воспрепятствовать получению Кубой помощи из других источников. Власти США ввели санкции против Кубы, а 10 октября 1960 года правительство США установило полное эмбарго на поставки Кубе любых товаров (за исключением продуктов питания и медикаментов).
Академии наук Кубы для проведения научных исследований было передано четыре резервата (общей площадью 24 тыс. га), где охраняют редкие, исчезающие и эндемичные растения Кубы. В 1967 году был создан Национальный институт развития и использования лесов (INDAF).
По состоянию на начало 1970-х годов леса покрывали около 10 % территории острова Куба, главным образом в горных и заболоченных районах.
- на западе острова естественные ландшафты были почти полностью заменены сельскохозяйственными угодьями и городской застройкой[3].
- в центральном районе леса сохранились в горах (главным образом по ущельям в горном массиве Гуамуая), на равнинах — плантации разнообразных сельскохозяйственных культур[3].
- в центрально-восточном районе леса были сплошь сведены и заменены плантациями сахарного тростника, а на возвышенностях — пастбищами[3].
- на юге острова леса были значительно сведены, обширные площади заняты плантациями цитрусовых и пастбищами[3].
- для районов юго-восточного побережья были характерны сообщества колючих мелколистных кустарников с примесью кактусов и агав[3].

Значительный массив сосновых лесов сохранялся на острове Пинос.
Правительством страны были начаты комплексные долговременные программы по охране природной среды (в том числе, лесоохранные мероприятия). Наиболее активно проводились лесопосадки на склонах гор. В середине 1967 года на равнинах вокруг Гаваны началось создание пояса «Зелёный кордон» в виде подковы, обращённой к морю. К концу 1972 года общая протяжённость лесозащитных полос в стране составила 4,2 тыс. км.
В целом, только за первые двадцать лет после Кубинской революции (в 1959 - 1979 гг.) было высажено свыше 950 млн. саженцев ценных древесных пород на площади 245 тыс. га, а также создано 8,7 тыс. км защитных лесополос.
В 1979 году был создан национальный парк «Сьерра-Маэстра» (на территории горного массива Сьерра-Маэстра на юго-востоке Кубы). К началу 1981 года было посажено свыше 140 тыс. га лесных культур. В 1983-1984 гг. были высажены ещё 304 тыс. деревьев.
В это же время началось создание заповедной зоны «Хобо-Росадо» в провинции Ягуахай.
В конце 1980-х годов лесом было занято около 10 % территории страны. Действовали резерваты (Сьенага-де-Сапата и Сьенага-де-Ланьер) и несколько заповедников (Эль-Кабо, Купеяль и др.). Для охоты на территории страны были выделены четыре охотничьи провинции (22 охотрайона), основным объектом охоты являлись утки (в первую очередь, синекрылый американский нырок, составлявший 90% добычи).

### После 1991
Распад СССР и последовавшее разрушение торгово-экономических и технических связей привело к ухудшению состояния экономики Кубы в период после 1991 года. Правительством Кубы был принят пакет антикризисных реформ, введён режим экономии. В 1991—1994 годы экономическое положение было особенно тяжёлым, в стране производились отключения электричества, в связи с дефицитом топлива увеличилось использование дров.
В октябре 1992 года США ужесточили экономическую блокаду Кубы и ввели новые санкции (Cuban Democracy Act).
В середине 1990х годов положение в экономике страны стабилизировалось. 12 марта 1996 года конгресс США принял закон Хелмса-Бёртона, предусматривающий дополнительные санкции против иностранных компаний, торгующих с Кубой. Судам, перевозящим продукцию из Кубы или на Кубу было запрещено заходить в порты США.
После лесных пожаров и возгораний в течение 2011 года, в январе 2012 года на Кубе был создан центр лесного мониторинга (обеспечивающий возможность выявления очагов пожара по спутниковым фотоснимкам и координацию действий лесников, пожарных и других организаций по их тушению).
В 2018 году леса занимали 30% территории. Правительство страны уделяет достаточно большое внимание лесному хозяйству - ежегодно на развитие этой отрасли выделяется около 300 млн кубинских песо. В июне 2018 года министерство сельского хозяйства Кубы выразило заинтересованность в изучении и использовании опыта Белоруссии по применению лесохозяйственной техники при ведении лесозаготовительных работ и строительстве лесохозяйственных дорог. Также рассматривается сотрудничество в сфере подготовки и повышения квалификации кадров для лесного хозяйства.

## Современное состояние
Равнины занимают две трети территории, в составе флоры свыше 6000 видов высших растений, из которых свыше половины являются эндемичными. Влажные тропические леса в современном растительном покрове представлены фрагментарно, в горных районах в условиях повышенной влажности развиваются лиственные «леса туманов» с обилием эпифитов, древовидных папоротников, эпифитных мхов и лишайников. На равнинах они сменяются пальмовыми лесами из доминирующей на Кубе королевской пальмы.
В лесах насчитывается более 200 древесных пород, однако хозяйственное значение имеют только 12 из них. Древесина используется как строительный и поделочный материал. Листья нескольких видов пальм используются для откорма скота.